# David Kendall
David Kendall es un productor de televisión estadounidense, y escritor.
Dirigió y escribió numerosas series de televisión, como ser Growing Pains, Boy Meets World, Smart Guy, Hannah Montana, Zoey 101 iCarly, Ned's Declassified School Survival Guide, Big Time Rush,  Imagination Movers, Melissa & Joey, entre otras series.
Kendall también trabajó en películas como Dirty Deeds, protagonizada por Milo Ventimiglia y Lacey Chabert, entre otros proyectos, y también ha participado en películas tales como The New Guy y Revenge of the Bridesmaids.
Kendall se graduó de la Universidad de Wesleyan en 1979.